# Гаудиоз II (епископ Брешиа)
Гаудиоз II (лат. Gaudiosus II; умер в конце VII века) — епископ Брешиа в конце VII века.

## Биография
В списках глав Брешианской епархии Гаудиоз II упоминается как преемник Деусдедита и предшественник Рустициана II. Он был епископом в городе Брешиа в самом конце VII века, так как последнее свидетельство о святом Деусдедите относится к 680 году. Хотя в трудах некоторых авторов приводятся и более точные даты (например, у П.-Б. Гамса это 690—702 годы), они не подтверждаются данными средневековых исторических источников. Никаких свидетельств о деятельности Гаудиоза II на епископской кафедре не сохранилось.
В отличие от всех своих предшественников на епископской кафедре города Брешиа III—VII веков от Анатолия до Деусдедита, Гаудиоз II так и не был причислен к лику святых. По неизвестным причинам не были беатифицированы и почти все позднейшие главы Брешианской епархии.